# إيلي باسيل
إيلي باسيل (6 أبريل-)، إعلامي وصحفي تابلويد استعراضي لبناني اشتهر من خلال انتقاده للمشاهير ونشر فضائح متعلقة بهم.

## حياته
ولد لأب لبناني وأم جزائرية، عمل كفتى إعلانات، ثم راقصا في فرقة كراكلا الإستعراضية خريج الجامعة اللبنانية، قسم صحافة وإعلام، بدأ في من خلال المجلات الفنية ومنها الجرس في آواخر التسعينات ويعتبر من رواد الصحافة الكلاسيكية الحديثة عمل كمعد برامج في قناة إم بي سي وقناة الراي الكويتية تلفزيون قطر ومزيكا، روتانا خليجية كما شارك في تغطية أحداث الحرب اليمنية من قبل الحدث اعتبر نفسه مضطهدٌا ومحاربٌا من الوسط الفني، لأنه جريءٌ وينشر الحقائق، ليعتمد على مواقع التواصل الاجتماعي بدلا من الإعلام التقليدي كمنبر جديد له، بعد مقاطعته من قناة إم بي سي

### إثارة الجدل وصوره العارية
عام 2011 سرق هاتفه الخلوي الذي يحتوي أفلاماً عن «جلسات حميمية» أو «جلسات خاصة» لمجموعة من الشخصيات الفنية والاعلامية والسياسية، غامزاً من قناة محسوبين على نجل الشخصية السياسية البارزة بانه وراء سرقة الهاتف في محاولة للحصول على الشريط الذي يظهر فيه مع فنانة صاعدة. 
وقد حذّر سارق الخلوي ومَن وراءه قائلا: 
.
ولم يتأخّر الردّ عليه وجاء على شكل صورة عارية له نُشرت على مواقع إلكترونية بدون أن يؤكد بأنه صاحب الصورة، قائلا:
وفي أبريل 2019 أثناء مقابلته مع الإعلامي نيشان على قناة الجديد وصف نفسه بالشخصية الفاجرة لكونه كسر كل المحظورات في المواضيع التي يطرحها.

### تقديم البرامج
عام 2016 قدم برنامج "The Gossip show" بمشاركة الراقصة ايليا نور على شاشة أو تي في ولاقى البرنامج انتقادا من الصحافة بسبب الكلمات البذيئة والسوقية والأسلوب الجريء في الطرح
عام 2019 قدم برنامج «شو تايم» و«أدرينالين» على إذاعة الشرق الأوسط في كندا

### في التمثيل
عام 2009 شارك كضيف شرف في "البيه رومانسي"، من بطولة الممثل حسن حسني ولبلبة من إنتاج محمد السبكي وإخراج أحمد البدري، أمّا الدور الذي لعبه فيعتبر جريئا حيث قام بدور المثلي جنسيا 

### تهديده ومحاولة إغتياله
في كانون الثاني 2018 أقدم شاب مجهول الهوية على تهديه بالذبح من خلال نشره فيديو على يوتيوب يقول فيه إنّه حين يراه شخصيًّا سيقوم بذبحه بالسكين مؤكدا بأنه لا يعرفه مطالبا مكتبه إلغاء الفيديو وسحبه من اليوتيوب قبل أن تتداوله الصفحات الساخرة وكان قد تعرّض قبلها لاعتداء طعن فيه بالسكين وقتل كلبه في نفس الأسبوع الذي سُرقت فيه قطّته، بالإضافة إلى قتل كلبه الأوّل قبلها بسنوات وتهديد أهله مرّات عدّة وسكب «مياه النار» (على سيّارته بالإضافة إلى سلسلة من الاعتداءات التي لم تثبطه ولم تمنعه من إكمال مسيرته متخذا جميع الإجراءات القانونية بحق الذين حالوا ايذائه 

### تهديده من قبل تنظيم داعش
تعرض للتهديد من تنظيم داعش، وعانى كثيرًا بسبب تصريحاته رافضا التعرض لرجال الدين والرموز السماوية، ولهذا السبب لا يزور لبنان